# La caduta dei mutanti
La caduta dei mutanti (The Fall of the Mutants) è un crossover a fumetti che intreccia le testate New Mutants (vol. 1), Uncanny X-Men (vol. 1) e X-Factor (vol. 1), pubblicato dalla Marvel Comics fra gennaio e marzo 1988. Sceneggiata da Chris Claremont e Louise Simonson per i disegni di Bret Blevins, Marc Silvestri e Walter Simonson, la storia si focalizza su grandi minacce per ciascuna squadra mutante che porterà in ultimo al cambiamento dei loro status quo.

## Trama

### New Mutants
Decisi ad aiutare l'amico Bird-Brain, i Nuovi Mutanti fanno rotta per l'isola Paradiso dove scoprono che gli Ani-Uomini sono creati e controllati dal folle scienziato Ani-Matore. Costui, finanziato dal movimento anti-mutante Right di Cameron Hodge per avanzare il progresso dell'umanità, grazie agli Ani-Uomini suoi schiavi riesce a catturare il gruppo che con uno stratagemma si libera prima che il nemico riesca ad attivare la sequenza di autodistruzione dell'isola. Nel frattempo, Sunspot e Warlock ritornano allo Xavier Institute venendo accolto dal preside Magneto. 
Preoccupato dall'assenza degli altri suoi ragazzi, Magneto si dirige al Club infernale per sfruttare la sua posizione nella Cerchia interna e usare il loro macchinario al fine di trovare i Nuovi Mutanti. Riusciti a capire dove si trovano gli amici, Sunspot e Warlock li raggiungono appena in tempo per salvarli dalle grinfie di Hodge che, insospettito dal comportamento dell'Ani-Matore, si reca sull'isola assieme a un plotone di soldati. 
Durante il seguente combattimento, per proteggere Wolfsbane Cypher le fa scudo con il proprio corpo e beccandosi la pallottola che l'Ani-Matore aveva diretto all'amica. Infuriata per la morte di Cypher, Magik teleporta nel Limbo sia l'Ani-Matore che i soldati del Right mentre Hodge rimane ucciso quando l'aereo con cui tentava di fuggire viene stritolato fra i tentacoli di un Ani-Uomo marino. Ritornato allo Xavier Institute, il gruppo riceve una strigliata da Magneto, che biasima gli umani per la morte del suo studente, prima di decidere di abbandonare i suoi insegnamenti per continuare a seguire gli ideali di Xavier.

### Uncanny X-Men
Arrivati a Dallas, Texas, gli X-Men setacciano il grattacielo Eagle Plaza cercando tracce di Tempesta: la donna era tornata a casa del suo ex-amante Forge per capire se era possibile invertire gli effetti del neutralizzatore che le aveva annullato i poteri. Tuttavia, nel giro di pochi minuti vengono circondati dalla Freedom Force governativa di Mystica con la quale arrivano allo scontro fin dentro Eagle Plaza dove Destiny ha una premonizione in cui tutti color che si troveranno all'interno dell'edificio all'alba moriranno. Accortisi dell'improvviso bagliore che squarcia la notte circoscritto al luogo in cui si trovano, al cambio delle condizioni meteo fra la zona in luce e quella al buio, alla presenza di cavernicoli, dinosauri e strani esseri e costruzioni dal futuro, i due gruppi seppelliscono l'ascia di guerra alleandosi per soccorrere quante più persone possibili dagli strani fenomeni.
All'insaputa dei compagni, Tempesta e Forge si trovano in una Terra parallela creata per loro dal demone Avversario, in cui il tempo scorre in maniera accelerata, che in passato aveva ucciso il mentore del secondo prendendone il posto. Qui i due amanti si riconciliano ma Tempesta si allontana per un periodo di tempo perché desiderosa di esplorare ed entrare in contatto con le forze primordiali della natura. Ritornata da Forge dopo un anno di vagabondaggio, afferma che loro due sono gli unici abitanti del pianeta e che se restassero potrebbero diventare i capotistipiti di una nuova civiltà e le forze guida del nuovo mondo. Dopo una breve riflessione, in cui Forge le dice di fidarsi di qualsiasi sua decisione, Tempesta gli comunica di voler tornare indietro; Forge le mostra quindi un apparecchio che ha costruito con i materiali della sua gamba bionica in grado di risvegliare il suo potere mutante permettendole di controllare nuovamente gli elementi e con questi dare energia ad un portale che li riporterà a casa. A Dallas, gli X-Men fidandosi delle predizioni di Destiny, secondo cui in cima troveranno un modo per salvare la situazione, ascendono Eagle Plaza. A causa degli sbalzi spazio-temporali però, all'interno dell'edificio viene rivissuta la guerra del Vietnam e Madelyne Pryor è così testimone dell'uccisione della truppa in cui Forge prestava servizio a opera dei Viet Cong e di come per vendetta questo abbia usato i suoi poteri sciamanici per evocare una serie di demoni, fra cui l'Avversario, che uccisero i nemici.
Catturati dall'Avversario nel momento in cui mettono piede a casa e portati nella sua cittadella, Tempesta e Forge incontrano l'altra prigioniera, la maga extra-dimensionale Roma. Sfruttando la fortuna di Longshot, Rogue lo lancia attraverso i venti che proteggono la cittadella aprendo così un varco per gli X-Men che liberano i tre prigionieri e danno battaglia all'Avversario. Nelle retrovie Forge rivela che l'unico modo per liberarsi definitivamente del demone è sfruttare la forza di nove anime, poiché altrettanto ce ne sono volute per evocarlo, e così Tempesta, Dazzler, Longshot, Rogue, Wolverine, Colosso, Psylocke, Havok e Madelyne sacrificano le loro vite sigillando l'Avversario nel reame degli spiriti. Mentre all'esterno la situazione torna alla normalità, Forge si allontana da Eagle Plaza accompagnato dalle urla di Mystica che lo accusano di essere un assassino; contemporaneamente, alla sua cittadella oltre lo spazio e il tempo, la maga Roma riporta in vita gli X-Men commossa dal loro sacrificio. Dopo aver commentato che anche l'agire di esseri malvagi come l'Avversario è utile per portare il cambiamento, la donna li rende invisibili a qualsiasi forma di sorveglianza tecnologica facendo così in modo che possano continuare a fingersi morti e consegna loro il Seggio Periglioso.

### X-Factor
Portati a bordo dell'astronave di Apocalisse, Ciclope e gli altri membri di X-Factor si scontrano con i suoi cavalieri e fanno la conoscenza di Morte, in realtà un redivivo Angelo a cui il malvagio ha impiantato un paio di ali metalliche. Dopo l'inevitabile scontro fra le due forze, X-Factor viene imprigionata mentre i cavalieri liberati su Manhattan per uccidere i suoi abitanti umani. Benché la defezione di Calibano per Apocalisse li lasci con l'amaro in bocca, X-Factor riesce a liberarsi grazie a Uomo Ghiaccio che insieme a Bestia occupa Apocalisse dando a Ciclope e Marvel Girl il tempo di occuparsi di Guerra e Carestia. Durante il combattimento a bordo dell'astronave, Bestia, che per colpa di Pestilenza sta perdendo il suo intelletto in favore della forza fisica, ne mette fuori uso il dispositivo di occultamento e i motori facendola precipitare nei pressi della Statua della Libertà. Nella distruzione che ne segue, Ciclope rinviene il cadavere di Pestilenza e tornati sull'astronave assistono al trucco di Uomo Ghiaccio per spezzare il condizionamento mentale di Morte: utilizzando un doppio di ghiaccio, finge di esser rimasto ucciso quando l'ex-amico lo frantuma con le sue ali. Shockato dal gesto, Morte ritorna in sé e si rivolta contro Apocalisse fino a quando questi raccoglie i suoi cavalieri e si teleporta via. Mentre alla TV trasmettono da Dallas l'accorato appello di Madelyne Pryor in cui prega il marito di trovare il loro figlio, Ciclope e Marvel Girl riallacciano la loro relazione, Bestia è sempre più terrorizzato dalla perdita del suo intelletto e si confida con la giornalista Trish Tilby. Dopo aver aiutato a salvare quanti più cittadini possibili e rimuovere la maggior parte delle macerie, X-Factor adotta l'astronave di Apocalisse come nuova base e viene festeggiata dall'intera città come eroi del giorno.